# Foster's

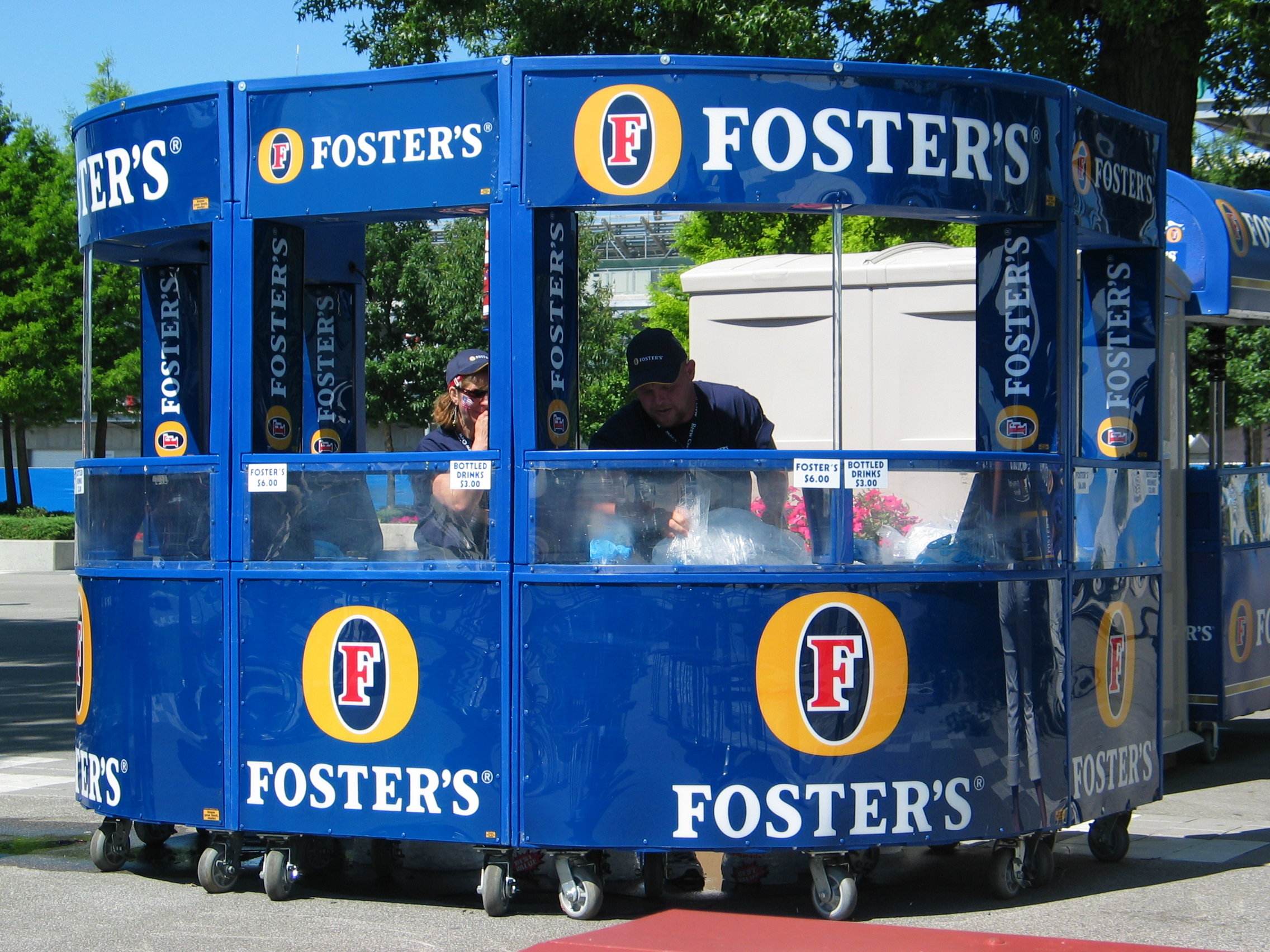
Reclame van Foster's

Foster's (voluit: Foster's Group Limited) is een wereldwijde drankengroep met belangen in brouwerijen, wijn- en frisdrankproducenten. Foster's Group is de brouwer van het bekende Foster's Lager Bier. Foster's Group Limited is een beursgenoteerd bedrijf aan de Australische beurs en heeft zijn hoofdkantoor in Melbourne, Victoria, Australië.

## Geschiedenis
Het bedrijf werd opgericht in Melbourne in 1886 door twee Amerikaanse broers, William en Ralph Foster uit New York. Ze verkochten de brouwerij een jaar na de oprichting en keerden vervolgens terug naar de Verenigde Staten.
In mei 2011 werden de wijnactiviteiten van Foster’s afgestoten. Op 10 mei kreeg Treasury Wine Estates Ltd., de op een na grootste wijnproducent ter wereld, een eigen beursnotering. De spin-off maakte een einde aan het plan van Foster’s om minder afhankelijk te worden van de Australische biermarkt, waar het een marktaandeel heeft van zo'n 50%. De eerste wijnacquisitie werd gedaan in 1996 toen Mildara Blass werd overgenomen, gevolgd door Beringer Wine Estates in 2001 en Southcorp in 2005.
Eind 2011 werd Foster’s overgenomen door SABMiller. De aandeelhouders van Foster’s ontvingen $ 10,2 miljard voor de nummer één bierbrouwer van Australië. In juni 2011 begon de overnamestrijd en nadat het bod met zo’n 4% was verhoogd stemden de aandeelhouders in. De spin off van de wijnactiviteiten maakte de weg vrij voor de overname.

## Biermerken
- Foster's Lager (in Europa onderdeel van Heineken)
- Crown Lager
- Carlton Cold
- Sterling
- Carlton Draught
- Victoria Bitter
- Melbourne Bitter
- Cascade Draught
- Cascade Premium Lager

## Wijnmerken
De wijnactiviteiten zijn in mei 2011 verzelfstandigd in Treasury Wine Estates Ltd.
- Wolf Blass
- Jamiesons Run
- Yellowglen
- Castello di Gabbiano
- Saltram
- Beringer
- Chateau St. Jean
- Chateau Souverain
- Meridian
- Stags' Leap
- Matua Valley Wines